# Jean Henri Fabre
Jean Henri Casimir Fabre, född 22 december 1823 i Saint-Léons (Aveyron), död 11 oktober 1915 i Sérignan-du-Comtat (Vaucluse), var en fransk entomolog och populärvetenskaplig författare.
Fabre var en av samtidens främsta kännare av insekternas levnadsvanor och instinkter. Efter att först ha varit anställd som lärare, bland annat i Avignon, tog Fabre 1867 avsked härifrån för att helt kunna ägna sig åt sina insektsstudier. Bland hans mest kända verk märks bland annat Souvenirs entomologiques (1–8, 1879–1903; svensk översättning i sammandrag; "Instinktens mysterier" 1918; "Entomologiska minnen" 1998). På svenska har utgetts Ur insekternas värld (1911). Fabre invaldes 1913 som utländsk ledamot nummer 631 av Kungliga Vetenskapsakademien.